# ArcGIS
ArcGIS là dòng sản phẩm hỗ trợ trong hệ thống thông tin địa lý (GIS) của ESRI. Tùy mức độ đăng ký bản quyền mà ArcGIS sẽ ở dạng ArcView, ArcEditor, ArcInfo. Trong đó ArcInfo có chi phí bản quyền lớn nhất và nhiều chức năng nhất.

## Các dòng họ chính
ERSI có những sản phẩm chủ yếu sau:
- ArcGIS gồm các ứng dụng chính ArcMap,ArcCatalog,ArcToolbox.
- ArcIMS dùng để đưa dữ liệu GIS lên Web
- ArcPad dùng cho các thiết bị Mobile
- ArcSDE dùng làm cầu nối truy xuất vào các hệ quản trị cơ sở dữ liệu
- ArcExplore dùng truy cập nguồn dữ liệu trên Web
- ArcGIS server hỗ trợ các chức năng bên phía server cũng như triển khai các ứng dụng qua mạng

## Khả năng
ArcGIS hỗ trợ nhiều phần mở rộng gọi là các Extension, mỗi Extension hỗ trợ một số chức năng chuyên biệt như: phân tích không gian (spatial analyst), phân tích 3D (3D analyst), phân tích mạng (Network analyst), xử lý dữ liệu, thống kê không gian...
ArcGIS hỗ trợ đọc được nhiều định dạng dữ liệu khác nhau (khoảng 300 định dạng) như shapefile, geodatabase, AutoCad, Raster, Coverage,...
Ngày nay ArcGIS được sử dụng rộng rãi trong các ứng dụng trong Hệ thống thông tin địa lý như quản lý Môi trường, Đất đai, Xã hội, Kinh tế...

## Ứng dụng tại Việt Nam
Dòng phần mềm ArcGIS du nhập vào Việt Nam từ những năm 90, sau các phần mềm GIS khác như MapInfo hay Geomedia. Tuy nhiên, do tính năng mạnh mẽ và nhiều công cụ hỗ trợ nên ArcGIS được bắt đầu sử dụng nhiều ở Việt Nam, đặc biệt với các hệ thống GIS lớn.